# 400 Third
Pour les articles homonymes, voir Cantera (homonymie).
Le 400 Third, anciennement Canterra Tower, est un gratte-ciel de bureaux de 177 mètres de hauteur construit à Calgary au Canada en 1988.
La surface de plancher de l'immeuble est de 76 260 m2 desservie par 13 ascenseurs.
En 2024 c'était l'un des dix plus haut gratte-ciel de Calgary .
L'immeuble a été conçu par l'agence d'architecture WZMH Architects